# Чемпіонат України з футболу серед жінок 2020—2021: перша ліга
Чемпіонат першої ліги України з футболу 2020/2021 року серед жінок — 11-й чемпіонат першої ліги України з футболу, що проводиться серед жіночих колективів. Чемпіонат виграв  «Колос» (Ковалівка).

## Команди

### Зміни серед команд
| Вийшли з Першої ліги 2019/20                                              | Вилетіли з Вищої ліги 2019–20                                                            |
| ------------------------------------------------------------------------- | ---------------------------------------------------------------------------------------- |
| «Карпати» (Львів) «Буковинська надія» (Великий Кучурів) «Ніка» (Миколаїв) | «Єдність» (Плиски) (розформовано) Ятрань-Берестівець (розформовано) «Родина» (Костопіль) |

### Зміни назв команд
- Під час зимової перерви СЮСШОР-16 (Київ) замінили на  Динамо-ОКІП (Київ).
- «Львів-Янтарочка» (Новояворівськ) змінив назву на «Янтарочка» (Новояворівськ).
- ДЮСШ «Юність» (Чернігів) змінив назву на «Юність-ШВСМ» (Чернігів) після розформування «Єдності-ШВСМ».
- «Кобра-БЮСШ» (Білокуракине) змінила назву на «Кобра» (Білокуракине).

## Турнірна таблиця
| М  | Команда                              | І  | В  | Н | П  | РМ    | О  |
| -- | ------------------------------------ | -- | -- | - | -- | ----- | -- |
|    | «Колос» Ковалівка                    | 16 | 14 | 0 | 2  | 95−4  | 42 |
|    | «Атекс» Київ                         | 16 | 14 | 0 | 2  | 58−10 | 42 |
|    | «Харківський коледж» Харків          | 16 | 11 | 2 | 3  | 64−21 | 35 |
| 4  | «Родина-Ліцей» Костопіль             | 16 | 10 | 3 | 3  | 44−20 | 33 |
| 5  | «Прикарпаття-ДЮСШ №3» Ів.-Франківськ | 16 | 6  | 1 | 9  | 30−40 | 19 |
| 6  | «Динамо - ОКІП» Київ                 | 16 | 4  | 0 | 12 | 11−45 | 12 |
| 7  | «Юність-ШВСМ» Чернігів               | 16 | 4  | 2 | 10 | 30−33 | 14 |
| 8  | «Янтарочка» Новояворівськ            | 16 | 3  | 2 | 11 | 18−55 | 11 |
| 9  | «Кобра» Білокуракине                 | 16 | 1  | 0 | 15 | 2−124 | 3  |
| 10 | «Луганочка» Луганськ                 | 0  | 0  | 0 | 0  | 0−0   | 0  |

Згідно регламенту: 
- «Луганочку» виключено зі змагань. Її результати анульовано.
- з «Юність-ШВСМ» знято 3 очки за неявку команди на матч 16 туру проти  Харківського коледжу “ХПКСП” та зараховано технічну поразку - 0:3
- з «Янтарочки» знято 3 очки за неявку команди на матч 18 туру проти «Атексу» та зараховано технічну поразку - 0:3.

### Найкращі бомбардири
| Місце | Гравчиня         | Клуб    | Голи |
| ----- | ---------------- | ------- | ---- |
| 1     | Ганна Каверзіна  | «Колос» | 17   |
| 2     | Мар'яна Іванишин | «Колос» | 15   |
| 3     | Ірина Кушнір     | «Атекс» | 15   |